# W (UNIX)
w（ダブリュー）コマンドは多くのUnix系オペレーティングシステムに存在するコマンドで、ログインしているユーザの名前、それらのユーザが何をしているか、およびコンピュータにかかっている負荷を要約して表示する。このコマンドはwho、uptime、ps -aを一つに組み合わせたものである。
出力例を示す（システムによって内容は異なる）。
```
$ w
 11:12am up 608 day(s), 19:56,  6 users,  load average: 0.36, 0.36, 0.37
User     tty       login@  idle  what
smithj   pts/5      8:52am       w
jonesm   pts/23    20Apr06    28 -bash
harry    pts/18     9:01am     9 pine
peterb   pts/19    21Apr06       emacs -nw html/index.html
janetmcq pts/8     10:12am 3days -csh
singh    pts/12    16Apr06  5:29 /usr/bin/perl -w perl/test/program.pl

```